# Reformierte Kirche Rolle

Luftbild von 1925 mit Reformierter Kirche rechts oben am Bildrand, vorn das Schloss

Die Reformierte Kirche Rolle (französisch Temple de Rolle) ist ein Kirchengebäude der Église Évangélique Réformée du canton de Vaud in der Gemeinde Rolle im Kanton Waadt.

## Geschichte und Architektur
Die Vorgängerkirche wurde 1519–1521 erstellt. Von diesem Gebäude ist noch der gotische Glockenturm erhalten.
Das Kirchenschiff wurde 1789–90 im Stil des Spätbarock errichtet und kann durch den Frontturm oder die Seitenportale betreten werden. Die Kanzel mit symmetrischer Treppenanlage ist an zentraler Position an der Schmalseite der Kirche angebracht und wird von zwei Segmentbogenfenstern flankiert. Diese Raumordnung entspricht dem typisch reformierten Schema der Kirche Gränichen.